# Francisco Portela
Francisco Portela de la Llera (Puerto Real, 1869-Cartagena, 1950) fue un pintor e ilustrador español.

## Biografía
Nacido el 29 de noviembre de 1869 en la localidad gaditana de Puerto Real, se instaló desde joven en Cartagena, en la Región de Murcia. Portela, que cultivó la pintura de marinas, se habría caracterizado por «pintar en alta mar navíos y fragatas, acorazados y destructores, escuadras enteras y puertos llenos  de actividad y movimiento». Falleció en 1950 en Cartagena. En 1963 el Ayuntamiento de Cartagena puso el nombre del pintor a una de las calles de la ciudad.